# 绿湖火山臼
绿湖火山臼（日语：／）或扎瓦里茨基火山（俄语：Вулкан Заварицкого）是新知岛的火山，属萨哈林州库里尔斯克区，海拔624米。它由三层破火山臼组成，直径分别是10公里、8公里和3公里。最后一次喷发在1957年，它使人们知道磷矿不仅可以由于海洋中的化学过程而形成，还可以由于地壳的火山活动而形成。该火山以苏联科学院的亚历山大·尼古拉耶维奇·扎瓦里茨基命名。
2023年5月，火山學家威廉·哈奇森(William Hutchison) 領導的團隊發現，來自格陵蘭島和其他地方的冰芯提供了地球化學線索，確定了扎瓦里茨基島火山在1831年引發了一場改變氣候的噴發 (小冰期火山活動)。 由此產生的氣溶膠陰霾導致太陽呈現藍色，太陽輻射的損失造成了大範圍的作物歉收和饑荒。